# Chiesa di Saint John
La chiesa sconsacrata di San Giovanni Evangelista in Smith Square, Westminster, Londra, venne venduta a un trust di beneficenza come rovina dopo un bombardamento nella seconda guerra mondiale. Venne poi restaurata negli anni sessanta e destinata a sala da concerto.
La chiesa è stata progettata da Thomas Archer e fu completata nel 1728. È considerata come una delle più belle opere di architettura del barocco inglese, e dispone di quattro torri angolari e frontoni spezzati monumentali. È spesso definita come 'lo sgabello della regina Anna' perché, come narra la leggenda, quando Archer stava progettando la chiesa chiese alla regina a cosa le sarebbe piaciuto potesse assomigliare. La regina prese a calci il suo poggiapiedi 
e disse: 'Come questo!', dando vita all'idea delle quattro torri angolari dell'edificio.

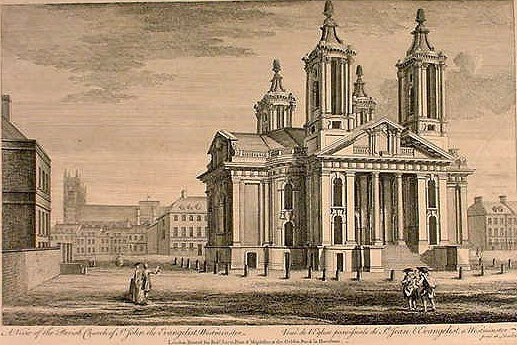
St John's, Smith Square nel XVIII secolo